# Mutação do Tipo Missense
Em genética, uma mutação missense é uma mutação pontual na qual uma única alteração de nucleotídeo resulta em um códon que codifica um aminoácido diferente. É um tipo de substituição não-sinônima, e que resulta em comprometimento de proteínas e sistemas regulatórios como fabricação de microRNAs com falhas, podendo estar portanto, relacionadas a muitas doenças.

## Substituição de proteínas de mutações de DNA

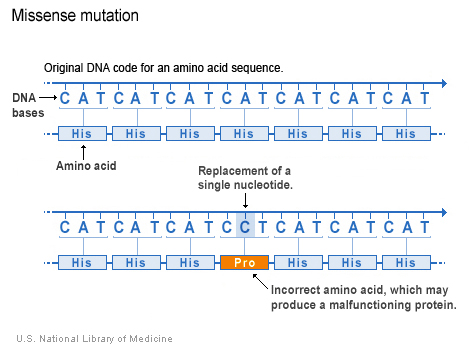
Esta imagem mostra um exemplo de mutação missense. Um dos nucleotídeos (adenina) é substituído por outro nucleotídeo (citosina) na sequência de DNA. Isso resulta na incorporação de um aminoácido incorreto (prolina) na sequência da proteína.

A mutação missense refere-se a uma mudança em um aminoácido em uma proteína, decorrente de uma mutação pontual em um único nucleotídeo. A mutação missense é um tipo de substituição não-sinônima em uma sequência de DNA. Dois outros tipos de substituição não-sinônima são as mutações sem sentido - em que um códon é alterado para um códon de parada prematuro que resulta no truncamento da proteína resultante - e as mutações ininterruptas - nas quais a eliminação do códon de parada resulta em uma proteína não funcional mais longa .
Mutações missense podem tornar a proteína resultante não funcional, e tais mutações são responsáveis por doenças humanas, como epidermólise bolhosa, doença falciforme e ALS mediada por SOD1.
Na variante mais comum da doença falciforme, o vigésimo nucleotídeo do gene da cadeia beta da hemoglobina é alterado do códon GAG para GTG. Assim, o 6º aminoácido ácido glutâmico é substituído por valina - anotada como uma mutação "E6V" - e a proteína é suficientemente alterada para causar a doença falciforme.
Nem todas as mutações missense levam a alterações apreciáveis nas proteínas. Um aminoácido pode ser substituído por um aminoácido de propriedades químicas muito semelhantes; nesse caso, a proteína ainda pode funcionar normalmente e/ou mais provável que diminua sua eficiência; isso é considerado por alguns como  mutação neutra, "silenciosa", "silenciosa" ou conservadora. Alternativamente, a substituição de aminoácidos pode ocorrer em uma região da proteína,  que não afeta significativamente a estrutura ou função secundária da proteína. Quando um aminoácido pode ser codificado por mais de um códon (a chamada "codificação degenerada"), uma mutação em um códon pode não produzir qualquer alteração na tradução; isso seria uma substituição sinônima e não uma mutação sem sentido.

## Exemplo

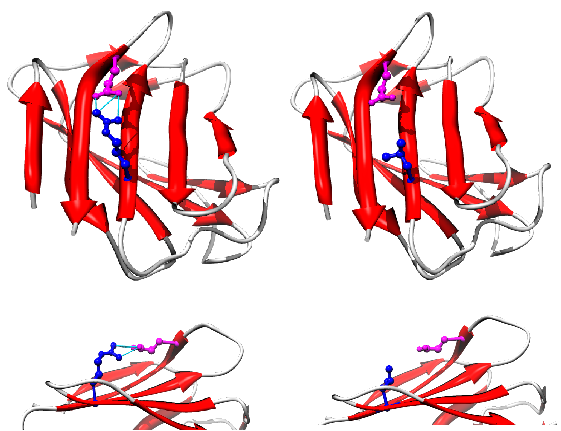
Forma selvagem (esquerda) e forma mutada (direita) da lamina A (id de pdb: 1IFR). Normalmente, a arginina 527 (azul) forma a ponte de sal com o glutamato 537 (magenta), mas a substituição de R527L resulta na quebra dessa interação (a leucina tem uma cauda apolar e, portanto, não pode formar uma ponte de sal estática).

```
DNA: 5 '- AAC AGC CTG 
CGT
 ACG GCT CTC - 3'
     3 '- TTG TCG GAC 
GCA
 TGC CGA GAG - 5'
  mRNA: 5 '- AAC AGC CUG CGU ACG GCU CUC - 3'
Proteína: 
Asn
 
Ser
 
Leu
 
Arg
 
Thr
 
Ala
 
Leu
```

Mutação LMNA missense (c.1580G> T) introduzida no gene LMNA - posição 1580 (nt) na sequência de DNA (CGT) fazendo com que a guanina seja substituída pela timina, produzindo CTT na sequência de DNA. Isso resulta em nível de proteína na substituição da arginina pela leucina na posição 527. Isso leva à destruição da ponte de sal e à desestabilização da estrutura. No nível do fenótipo, isso se manifesta com displasia mandibuloacral sobreposta e síndrome de progéria .
A transcrição e o produto proteico resultantes são:
```
DNA: 5 '- AAC AGC CTG 
CTT
 ACG GCT CTC - 3'
     3 '- TTG TCG GAC 
GAA
 TGC CGA GAG - 5'
  mRNA: 5 '- AAC AGC CUG CUU ACG GCU CUC - 3'
Proteína: 
Asn
 
Ser
 
Leu
 
Leu
 
Thr
 
Ala
 
Leu
```

## Análise experimental
Mutações missense associadas ao câncer,  podem levar à desestabilização drástica da proteína resultante e gerar efeito cascata . Um método para rastrear tais alterações foi proposto em 2012, nomeadamente proteólise paralela rápida (FASTpp) .